# Małgorzata Sikorska-Miszczuk
Małgorzata Sikorska-Miszczuk (* 1964, Varšava) je polská dramatička a scenáristka.

## Život a dílo
Vystudovala žurnalistiku a genderová studia na Varšavské univerzitě a scenáristiku na Vysoké filmové, televizní a divadelní škole Leona Schillera v Lodži (PWSFTiT). Po studiu navštěvovala např. kurzy u polského dramatika a divadelního kritika Tadeusze Słobodzianka, či filmového režiséra Grzegorze Jarzyny. Její literární prvotinou byla komedie Szajbą, uveřejněná v roce 2006/2007.

### České překlady zpolštiny
- Smrt Člověka-Veverky (orig. 'Śmierć Człowieka-Wiewiórki', 2007) In: Čtyři polské hry: antologie. Praha: Na Konári, 2010. 184 S. Překlad: Barbora Gregorová a kolektiv autorů (součástí antologie jsou ještě Michał Walczak, Helmut Kajzar, Dorota Masłowska, Mateusz Borowski a Małgorzata Sugiera)

### Neoficiální překlady
Na objednávku ČRo Vltava pak byla napsána hra Šeherezáda, která zde byla vysílána v překladu Jiřího Vondráčka v roce 2014.